# Branlebas (torpilleur, 1937)
Pour les articles homonymes, voir Branlebas (navire).
Le Branlebas est un torpilleur de classe La Melpomène construit pour la marine française et mis en service en 1938. Au début de la Seconde Guerre mondiale, il a été saisi par le Royaume-Uni en juillet 1940 et fait naufrage en décembre de la même année.

## Conception
Le Branlebas était un petit torpilleur, d’une longueur de 80,7 m, une largeur de 7,96 m et un tirant d'eau de 3,07m. Son déplacement était de 610 tonnes, et 708 tonnes en pleine charge. Sa propulsion reposait sur 2 chaudières Indret au fioul, 2 turbines à vapeur à engrenages Rateau-Bretagne, et 2 arbres d'hélice terminés par une hélice tripale. Sa puissance de 22000 chevaux lui donnait une vitesse maximale de 34,5 noeuds. Il emportait 90 à 170 tonnes de combustible, lui donnant une autonomie de 1800 milles marins à 18 nœuds, ou 1500 milles à 20 nœuds, ou 700 milles à 34,5 noeuds. Son armement se composait de 2 canons de 100 mm modèle 1930 en 2 tourelles simples, approvisionnés à 150 coups, 2 canons antiaériens de 37 mm, 4 mitrailleuses Hotchkiss de 13,2 mm/76 modèle 1929 antiaériennes (2 x 2 canons jumelés), 2 tubes lance-torpilles de 550 mm en un affût double, un grenadeur de sillage avec 10 grenades et une torpille remorquée Ginocchio. Son équipage était de 92 hommes : 5 officiers, 15 officiers mariniers, 85 quartiers-maîtres et matelots,,,.

## Carrière
Le Branlebas est construit au Havre par les Chantiers et Ateliers Augustin Normand,,,. Mis sur cale le 27 août 1934, il est lancé le 12 avril 1937, armé pour essais le 1er mai 1937, et reçoit son armement définitif le 15 novembre 1937. Mis en service le 16 mars 1938, il est affecté à la 11e division de torpilleurs (DT) de Cherbourg,,,,. Il effectue un carénage dont il sort le 31 août 1939. Durant la campagne de Pologne en 1939, les torpilleurs légers dont il fait partie effectuent dans la Manche des escortes entre Cherbourg et Dunkerque, ainsi que de nombreux exercices d'entraînement en Manche et en Mer du Nord. Durant la campagne de France en 1940, il mène plusieurs combats contre les Allemands, notamment leur aviation. Il participe à l’évacuation du camp retranché de Dunkerque (opération Dynamo). Lors de celle-ci, il recueille le 30 mai une centaine de naufragés du contre-torpilleur Bourrasque, qui est coulé au large d'Ostende (Belgique) après avoir quitté Dunkerque. Le Branlebas est le dernier navire français à quitter Dunkerque, le 3 juin, à la fin de l’évacuation. Il rallie le 4 juin Cherbourg, d’où il continue ses patrouilles. Cherbourg étant sur le point de tomber aux mains des Allemands, la 11e DT se réfugie en Grande-Bretagne, dans la rade de Spithead, où le Branlebas arrive le 20 juin. L'armistice entre en vigueur le 25 juin 1940. Le 3 juillet, lors de l'opération Catapult, le Branlebas est à quai dans l'arsenal de Portsmouth où il est saisi par les Britanniques. Il est réarmé par la Royal Navy,,,, avec un équipage mixte franco-anglais. Jusqu’en octobre 1940, il effectue des missions d'escorte de cargos. Le Branlebas coule le 13 décembre 1940 au cours d'une tempête dans la Manche, au large du Cap Lizard, à 25 milles au sud sud-ouest d'Eddystone,,,. Il se casse en deux et coule immédiatement avec son capitaine, Hugh Charles James McRea et tout son équipage. Seuls trois survivants seront recueillis, quatre jours plus tard. Le point faible de ces petits torpilleurs très rapides était leur faible largeur, d'où une faiblesse de la coque. Ce défaut était connu des Français, qui en tenaient compte, mais pas des Britanniques. On soupçonne cette faiblesse structurelle d'être à l'origine de la perte du Branlebas. Son épave repose à 69 mètres maximum de profondeur.